# Historia de Abjasia
La historia de Abjasia o Abchasia.

## Asentamientos prehistóricos

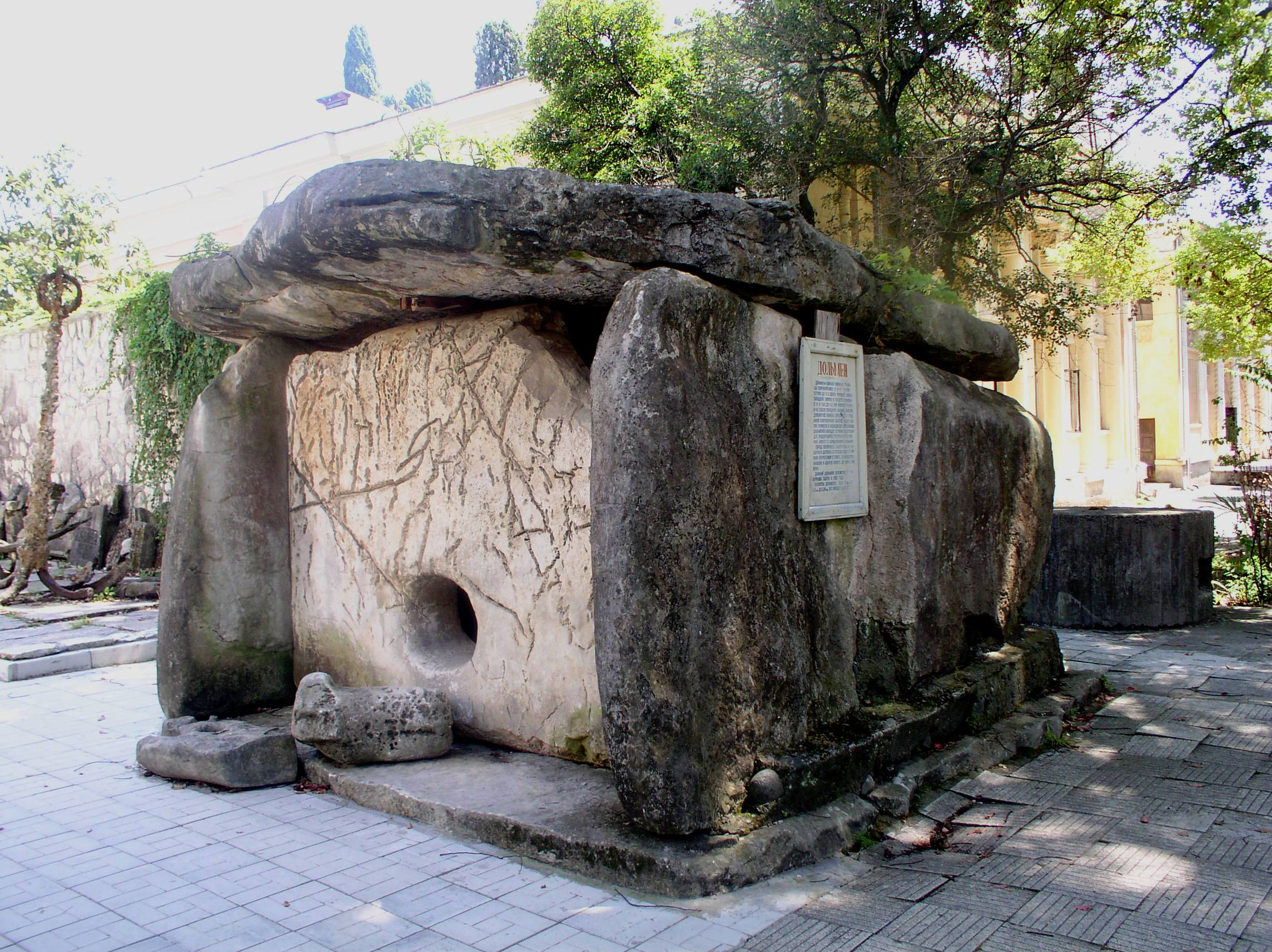
Uno de los dólmenes de Eshera (hoy conservado en el Museo de Sujum).

En el Paleolítico Inferior se formaron asentamientos cazadores recolectores, siendo los primeros en el territorio de la moderna Abjasia. Los primeros ejemplos excavados fueron Yashtuj, Gumista, Kelasuri, and Ochamchire. En el Paleolítico Superior hubo asentamientos principalmente en la línea costera. En los periodos Mesolítico y Neolítico a principios del tercer milenio a. C., y continuaron en la Edad del Bronce con los autodenominados dólmenes de Abjasia, que la construcción típica era el levantamiento de cuatro grandes piedras con una superior, en algunos casos con un peso que alcanzaba las 50 toneladas. El yacimiento arqueológico del Dolmen de Eshera es el monumento arqueológico prehistórico más estudiado de este tipo. Al final de la Edad del Bronce se desarrollaron los más avanzados objetos de bronce, y continuó en la Edad del Hierro como parte de la Cultura de Colchis entre el 1200 a. C. y 600 a. C., que se extendió en la mayor parte de Georgia occidental y parte del noreste de Anatolia.

## Abjasia en la antigüedad
La historia escrita de Abjasia se inicia mayormente con la llegada de los antiguos griegos de Mileto a la costa de Cólquida en los siglos VI y V a. C.. Fundaron colonias marítimas a lo largo de la costa oriental del mar Negro, siendo Dioscurias uno de los más importantes centros de comercio con las tribus vecinas, comercio que incluía el de esclavos. La ciudad fue llamada así por los Dioscuros, los hermanos gemelos Cástor y Pólux de la mitología clásica griega y se supone que posteriormente se convirtió en la moderna ciudad de Sujum. Otras colonias destacadas fueron Gyenos, Triglitis y posteriormente Pityus, probablemente cerca de las poblaciones costeras actuales de Ochamchire, Gagra y Pitsunda respectivamente.
La región estaba densamente poblada por muchos y distintos pueblos, como las fuentes clásicas certifican. Heródoto, Estrabón y Plinio el Viejo hablaron de la variedad de idiomas hablados en Dioscurias y otros pueblos. El terreno montañoso tendió a separar y aislar a los pobladores locales unos de otros, e impulsó el desarrollo de docenas de idiomas distintos y dialectos, complicando la configuración étnica de la región. Hasta los mejor informados autores contemporáneos están muy confundidos a la hora de nombrar y localizar a estas gentes y hay solo muy limitadas fuentes de información sobre la geografía y población del interior. Además, algunos nombres étnicos clásicos fueron términos colectivos y se supone que hubo considerables migraciones por la región. Se han hecho múltiples esfuerzos para identificar estos pueblos con los términos empleados por los autores clásicos. Algunos investigadores identifican a los Apsilae del siglo I d. C. descritos por Plinio el Viejo y los Abasgoi de Arriano del siglo II d. C. con los probables proto-abjasios y proto-abazas respectivamente, mientras que otros consideran que son designaciones de tribus proto-kartvelianas. La identidad y origen de estas gentes (los Heniochi y Sanigae entre otros) que vivieron en la zona también es discutida. La arqueología raras veces establece fuertes conexiones entre los vestigios de cultura material y los oscuros nombres de los pueblos mencionados por los escritores clásicos. A pesar de todo, estas controversias continúan y muchas preguntas siguen sin respuesta.

## Roma y principios de la era bizantina
Igual que el resto de la Cólquida, Abjasia fue conquistada por Mitrídates VI de Ponto entre el 110 y el 63 a. C., y luego fue tomada por Cneo Pompeyo Magno para Roma. Con la caída del Imperio romano, las tribus que vivían en la región tuvieron alguna independencia, nombrando sus gobernantes, que eran confirmados por Roma. En el siglo III, las tribus georgianas occidentales de los Lazes, que dominaron la mayor parte de Cólquida, estableciendo el Reino de Lázica, conocido localmente como Egrisi. De acuerdo con Procopio de Cesarea, los jefes abasgi fueron sometidos por los reyes lázicos. 
Cólquida fue escenario de la rivalidad entre el Imperio bizantino y Sasánida, terminó con la conocida guerra Lázica del 542 hasta 562. El resultado de la guerra fue el declive de Lázica, obteniendo los Abasgi en sus densos bosques cierto grado de autonomía bajo la autoridad bizantina. Durante esa época, los bizantinos construyeron Sebastópolis en la región. Su territorio, conocido por los bizantinos como Abasgia, fue la primera fuente de eunucos para el imperio. La población permaneció siendo pagana hasta el envío de Justiniano I de una misión (527-564) para convertir al pueblo al cristianismo, a pesar de que en el 325 un obispo procedente de la ciudad portuaria de Pitius asistió al Primer Concilio de Nicea.

## Abjasia medieval
Con el aumento de influencia de los abasgi, el nombre de Abasgia era la denominación de una amplia área poblada por diversos grupos étnicos, incluidos los mingrelianos y los esvanos, tribus de habla georgiana, y subordinados a los príncipes griegos nombrados por Bizancio (en griego: arconte, en georgiano: eristavi), que residían en Anacopia y eran considerados los mayores adalides de la influencia política y cultural del imperio en el Cáucaso occidental. Los árabes entraron en la zona en la década de 730, pero no los sometieron. Sobre esa época se utilizó por primera vez el término "Abjazeti" ("La tierra de los abjasios") en los escritos georgianos, de donde proviene el nombre de Abjasia que es usado en la actualidad en la mayoría de los idiomas. 

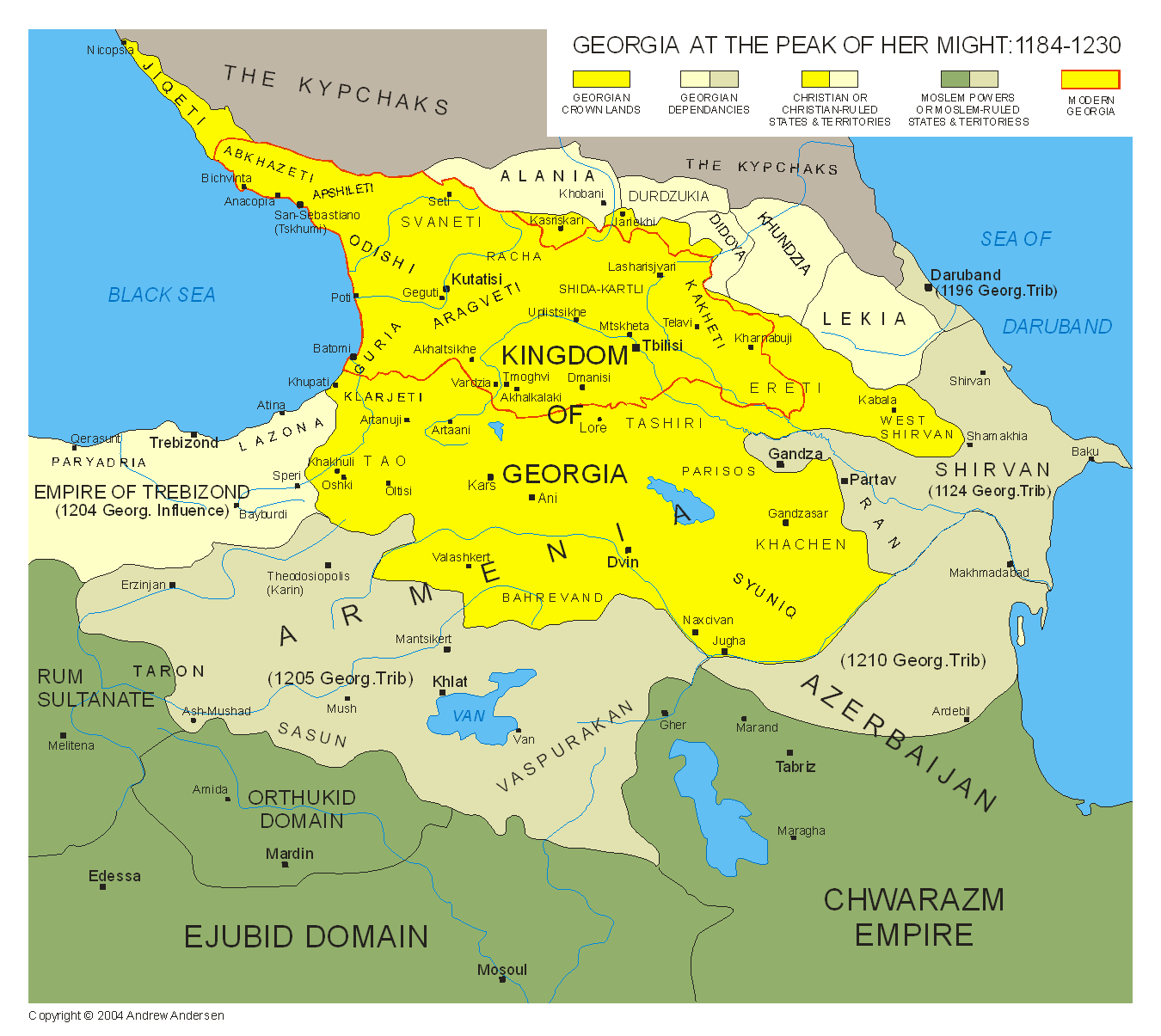
Reino de Georgia bajo la reina Tamar de Georgia a principios del.

Por medio de matrimonios dinásticos y alianzas con otros príncipes georgianos, la dinastía abasgia adquirió la mayor parte de Lázica/Egrisi, y en la persona de León II de Abjasia se autoproclamó como "rey de los Abjasios" en la década de 780. Con la ayuda de los jázaros, León expulsó a los bizantinos y expandió su reino, transfiriendo su capital a la ciudad georgiana de Kutaisi. Sin embargo, el origen de la familia reinante es discutido, muchos investigadores afirman que los reyes abjasios eran georgianos de cultura e idioma. Con el objetivo de eliminar la influencia religiosa bizantina, la dinastía subordinó la diócesis local a la Iglesia ortodoxa y apostólica georgiana del Catholicós de Mtskheta.
Con frecuencia el reino en la moderna historia escrita es referido como el "Reino Egrisi-abjasio" debido al hecho que los autores medievales entendieron que la nueva monarquía era un estado sucesor de Egrisi, y algunas veces utilizaron los términos como intercambiables.
El periodo más próspero del reino de Abjasia fue entre 850 y 950, cuando dominaba toda la Georgia occidental y reclamaba el control incluso de las provincias georgianas más orientales. Los términos "Abjasia" y "abjasios" fueron usados en un sentido amplio durante este periodo, y luego por otros con posterioridad, y abarcaba, para todos los propósitos, toda la población del reino sin importar su etnicidad. En 989, el gobernante Bagrat III de Georgia, de la dinastía Bagrationi, llegó al poder en Abjasia por la herencia de su madre Gurandujt Anchabadze. En 1008 Bagrat heredó Kartli de su padre, y unió el reino de Abjasia y el de Georgia en un solo reino feudal georgiano.
El estado alcanzó el clímax de su poder y prestigio bajo la reina Tamar de Georgia (1184-1213). En una ocasión, cronistas georgianos contemporáneos mencionaron a un pueblo llamado Apsar. Estas fuentes explicaron el sobrenombre de "Lasha" del hijo y sucesor de la reina Tamar, Jorge IV de Georgia, con el significado de "el iluminado" en el idioma de los Apsars. Algunos lingüistas modernos relacionan el apodo con las palabras del moderno abjasio, a-lasha por "claro" y a-lashara por "luz", identificando los apsars como los posibles ancestros de los modernos abjasios, aunque la exacta identificación y localización de la tribu no está clara. 

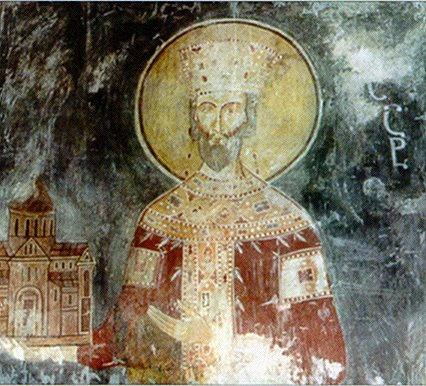
Bagrat III de Georgia, de la Casa de los Bagrationi.

De acuerdo con las crónicas georgianas, la reina Tamar prometió el dominio de parte de Abjasia a la familia de príncipes georgianos Shervashidze. De acuerdo con los relatos tradicionales, eran descendientes de los shirvanshahs (la ascendencia proviene del nombre dinástico que significa "hijos de Shirvanese" en georgiano). La ascendencia de la dinastía (posteriormente conocida como Chachba por la forma abjasia de sus apellidos) en Abjasia duró hasta la anexión de la Rusia Imperial en la década de 1860.
Los genoveses establecieron factorías de comercio a lo largo de la costa abjasia en el siglo XIV, pero estuvieron en funcionamiento poco tiempo. El área estaba relativamente segura de la invasión de los mongoles de Georgia y Armenia y las de Tamerlán, que terminaron con la "edad de oro" georgiana. Como resultado, el reino de Georgia se fragmentó en varias entidades independientes o semiindependientes a finales del siglo XV. El Principado de Abjasia fue uno de ellos. Los príncipes abjasios se involucraron en incesantes conflictos contra los potentados de Mingrelia, sus soberanos nominales. La frontera de ambos principados fluctuaba con el curso de esas guerras y Samurzakan pasaba de mano a mano. En los siguientes siglos, los nobles abjasios mantuvieron y expandieron sus posesiones hasta llegar al río Inguri, que es hoy en día la frontera sur de la región.

## Dominio otomano
En la década de 1570 la marina otomana ocupó el fuerte de Tsjumi en la costa de Abjasia, convirtiéndola en la fortaleza turca de Sujum-kale (que más adelante, tomará en nombre de la moderna ciudad de Sujum). En 1555, Georgia y todo el sur del Cáucaso estaba dividido entre los Imperios otomano y el de la dinastía persa Safávida, con Abjasia, junto a toda Georgia occidental, permaneciendo en manos otomanas. Como resultado, Abjasia cayó bajo una creciente influencia Turca e islámica, perdiendo gradualmente sus lazos religiosos y culturales con el resto de Georgia.
Hacia el final del siglo XVII, el principado de Abjasia se había partido en varios señoríos, habiendo muchas áreas sin conexión con la autoridad central. La región se convirtió en el teatro de un amplio comercio de esclavos y piratería. De acuerdo con algunos investigadores georgianos, fue cuando un grupo de clanes Adigeos migraron desde las montañas del Cáucaso Norte, y se mezclaron con elementos étnicos locales, cambiando significativamente la demografía de la región. A mediados del siglo XVIII, los abjasios se rebelaron contra el dominio otomano y tomaron Suhum-kale, pero pronto los turcos retomaron el control de la fortaleza y se garantizaron la lealtad del príncipe de la familia Shevarshidze.

## El dominio ruso
El Imperio ruso se anexionó los dos mayores reinos georgianos entre 1801 y 1810, facilitando la expansión del imperio profundamente en la región del Cáucaso. Durante la guerra ruso-turca de 1806 a 1812, en 1810 las fuerzas rusas tomaron el fortín de Suhum-kale e instalaron a su protegido, Sefer Ali-Bey Shervashidze (Georgi Shervashidze), que acordó incorporar a Abjasia como principado vasallo dentro del Imperio ruso, gobernando como príncipe. Al principio, el control ruso difícilmente se extendía más allá de Sujum-kale y de la zona del río Bzyb con el resto de la región dirigido y dominado por la nobleza musulmana pro-turca. En una serie de enfrentamientos con el Imperio otomano y las tribus del Norte del Cáucaso, los rusos tomaron posesión de toda Abjasia de un modo poco sistemático entre 1829 y 1842, pero su poder no estuvo firmemente establecido hasta 1864, cuando abolieron la autoridad local del príncipe. El último príncipe de Abjasia fue Michael Shervashidze (Chachba), que fue exilado en Rusia donde al poco tiempo murió. Dos revueltas abjasias ocurrieron en 1866 y 1877, la primera originada por los altos impuestos y la segunda incitada por el desembarco de tropas turcas, con el resultado de cambio significativo en la demografía de la región. Como resultado de la dura reacción gubernamental sobre supuesto el 60 % de la población musulmana de Abjasia, aunque los censos contemporáneos no son fiables, se convirtieron en Mujayir, y emigraron a las posesiones otomanas entre 1866 y 1878. En 1881, el número de abjasios en el Imperio ruso fue calculado en solo 20 000.
Los historiadores abjasios modernos insisten en que grandes áreas de la región permanecieron deshabitadas, y por ello muchos armenios, georgianos y rusos migraron hacia Abjasia, estableciéndose en el despoblado territorio. Esta versión de los hechos es duramente discutida por los historiadores georgianos, que argumentan que los grupos locales de georgianos siempre constituyeron mayoría en Abjasia. De acuerdo con el censo llevado a cabo en 1897, los abjasios constituían el 60-65% de la población del distrito de Sujumi (sobre 100 000, siendo el distrito de Sujumi el mismo territorio que en la actualidad Abjasia), la mayoría restante era principalmente georgiana. Sin embargo, la Encyclopædia Britannica (edición de 1911) afirmó que en 1911 en el distrito de Sujumi (la población en ese momento de 43.000 personas, en 1911 no incluía todo el territorio de la actual Abjasia, ya que una parte había sido transferida a la Gubernia de Kuban) dos tercios de la población eran georgianos mingrelianos y un tercio eran abjasios. Después de la conquista rusa, gran número de abjasios huyeron al Imperio otomano en el periodo comprendido entre 1864 y 1878. Los abjasios que no se convirtieron al cristianismo, y permanecieron en abjasiia fueron declarados por el gobierno ruso "población refugiada" y fueron privados del derecho de asentamiento en las áreas costeras.

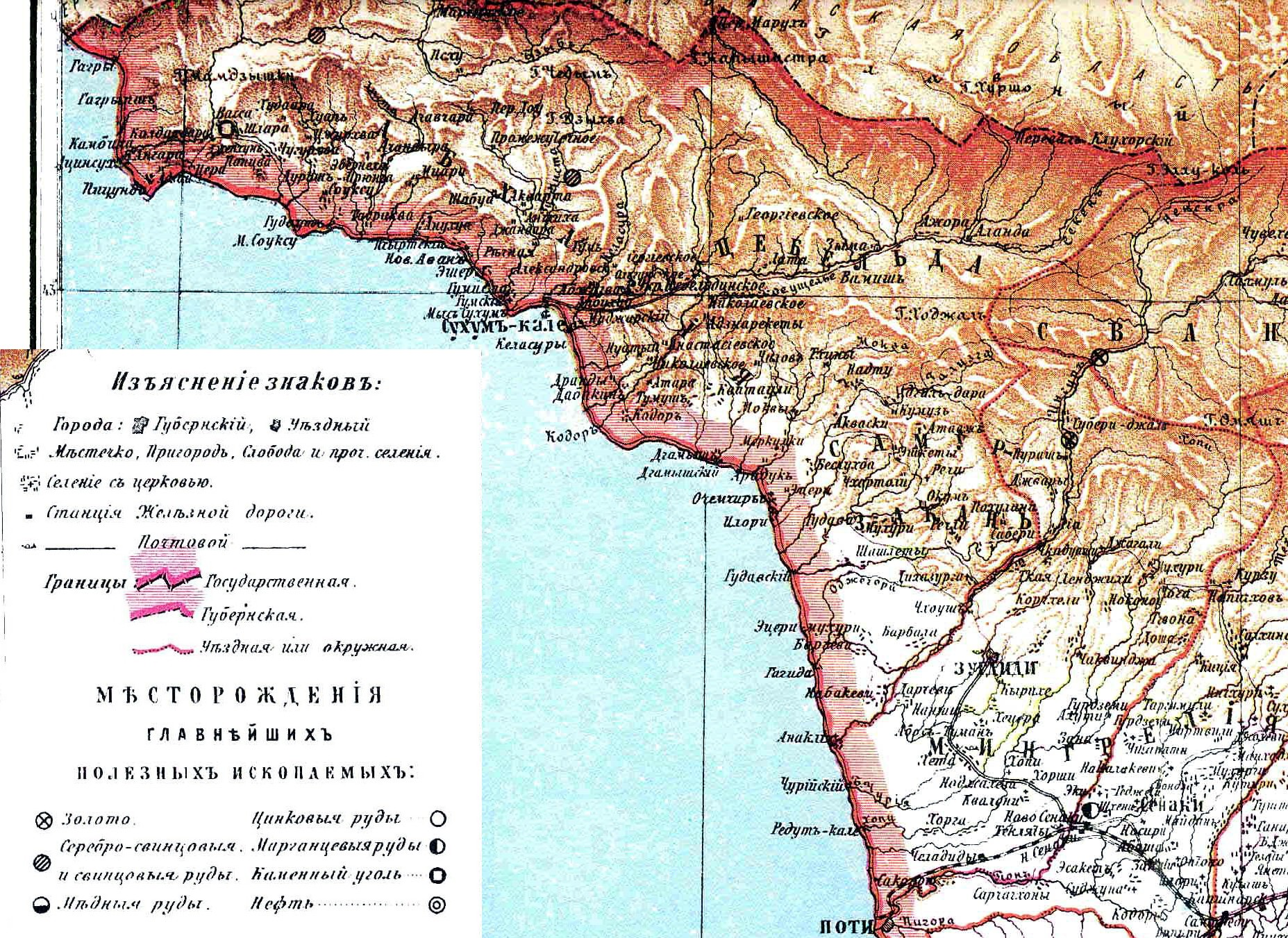
Mapa del distrito de Sujumi (Abjasia), década de 1890.

En 1870 fueron liberados los campesinos y los esclavos de la servidumbre, como parte de las reformas rusas de liberación de los siervos. La reforma disparó un moderado desarrollo del capitalismo en la región. El tabaco, el té y cultivos subtropicales se extendieron ampliamente. Las industrias del carbón y la madera iniciaron su desarrollo. Los establecimientos de salud empezaron a construirse. En el pequeño pueblo de Gagra, adquirido por el príncipe alemán Duque Pedro de Oldemburgo, miembro de la familia real rusa, cambió de instalación particular a establecimiento de salud a principios de la década de 1900.
En la Revolución rusa de 1905, muchos abjasios permanecieron leales a Rusia, mientras los georgianos tendieron a oponerse. Como premio a esta lealtad, el Zar Nicolás II de Rusia oficialmente perdonó a los abjasios por su oposición en el siglo XIX y les quitó la calificación de "pueblo culpable" en 1907. Esta separación política condujo al aumento de desconfianza y tensión entre las comunidades georgianas y abjasias, que se harán más profundas en las consecuencias de la Revolución rusa de 1917.

## Abjasia entre 1917 y 1921
El golpe bolchevique en octubre de 1917 y la siguiente guerra civil rusa forzó a las grandes fuerzas nacionales del sur del Cáucaso, Armenia, Azerbaiyán y Georgia, a unirse en una frágil estructura federativa. Los líderes abjasios crearon el 8 de noviembre de 1917 su propio cuerpo postrevolucionario, el Consejo Popular de Abjasia, pero Abjasia se vio sumida en el caos y la inestabilidad civil. Hubo división entre los partidarios de la efímera República Montañosa del Norte del Cáucaso, la facción pro-bolchevique, la nobleza pro-turca y los grupos mencheviques pro-georgianos.
En marzo de 1918, los bolcheviques locales bajo el mando de Néstor Lakoba, un cercano colaborador de Stalin, capitalizó el malestar agrario y apoyado por las milicias campesinas revolucionarias kiaraz, tomó el poder en Sujum en abril de 1918. La República Democrática Federal de Transcaucasia reclamó la zona como suya, y ordenó la supresión de la revuelta, y el 17 de mayo la Guardia Nacional georgiana derrocó la comuna bolchevique en Sujum.
Mientras tanto, la efímera República Democrática Federal de Transcaucasia desapareció y fue proclamada la República Democrática de Georgia el 26 de mayo de 1918. El 8 de junio, una delegación del Consejo Popular de Abjasia negoció en Tiflis, la capital de Georgia, la unión con Georgia, quien concedía autonomía a Abjasia. Todos los asuntos locales estarían bajo la jurisdicción del Consejo Popular de Abjasia, mientras que el gobierno establecía un Ministerio de Asuntos Abjasios y nombraba al Gobernador General de Abjasia. Los diputados abjasios aumentaron tres puestos de los 28 reservados para las minorías étnicas en el parlamento de Georgia.
Las relaciones entre las autoridades centrales y autónomas fueron empañadas por el abortado desembarco el 27 de junio de 1918 de las tropas turcas en apoyo de los nobles abjasios, J. Marghan y A. Shervashidze. Georgia respondió con la detención de numerosos líderes abjasios y la limitación de los poderes autonómicos del Consejo Popular de Abjasia, lo que precipitó las simpatías de los abjasios por los rusos blancos en el Conflicto de Sochi contra los georgianos, en el norte de Ajbasia. La reacción fue incluso más dura cuando los oficiales abjasios del ejército georgiano, el Comisario Marghania y el Coronel Shjotua, dirigieron un fallido golpe el 18 de octubre. El 10 de octubre el Consejo Popular de Abjasia fue disuelto y la autonomía abjasa fue suspendida por seis meses. Un nuevo Consejo Popular de Abjasia fue elegido el 20 de marzo de 1919, adoptando un acta de autonomía de Abjasia dentro del marco de la República Democrática de Georgia, estatus que fue confirmada en la Constitución de Georgia de 21 de febrero de 1921, en la víspera de la invasión Soviética de Georgia.

## Abjasia soviética
A pesar del acuerdo de no-agresión reflejado en el Tratado de Moscú de 1920, la Rusia soviética envió al 11.º Ejército para invadir Georgia el 11 de febrero de 1920, marchando sobre Tiflís. Al mismo tiempo, el 9.º Ejército de Kubán entró en Abjasia el 19 de febrero. Apoyado por guerrillas locales pro-bolcheviques, las tropas soviéticas tomaron el control de la mayor parte de Abjasia en una serie de batallas desde el 23 de febrero hasta el 7 de marzo, entrando luego a la vecina región de Mingrelia. 
El 4 de marzo, el poder soviético estaba establecido en Sujum, con la formación de la República Socialista Soviética de Abjasia, posteriormente reconocida el 21 de mayo por el régimen comunista recién instaurado en la República Socialista Soviética de Georgia. El 16 de diciembre, Abjasia firmó un "Tratado de Unión" especial, delegando parte de sus poderes soberanos a la Georgia soviética. Abjasia y Georgia entraron juntas a la República Federal Socialista Soviética de Transcaucasia el 13 de diciembre de 1922, y a formar parte de la URSS el 30 de diciembre. El estatus ambiguo de "República de la Unión" fue plasmado en la constitución de la RSS de Abjasia de 1 de abril de 1925. Paradójicamente, la primera referencia de Abjasia como República autónoma fue en la Constitución de la Unión Soviética de 1924, que permaneció sin ratificar hasta 1931 cuando es estatus de Abjasia fue reducido al de República Autónoma Socialista Soviética (ASSR) dentro de la RSS de Georgia. Con la excepción de algunos nobles, Abjasia no participó en el Levantamiento de Agosto en Georgia de 1924, el último desesperado intento de restaurar la independencia de Georgia de la Unión Soviética.
Durante el periodo de Stalin, se llevó a cabo una purga entre los funcionarios del Partido Comunista de Abjasia y la intelligentsia abjasia, ordenada por Lavrenti Beria, en ese momento Secretario General del Partido en el Transcáucaso, siendo el mismo originario de Abjasia, con el objetivo de romper la resistencia a la colectivización de tierras. El líder del partido abjasio, Néstor Lakoba, murió repentinamente poco después de haber visitado a Beria en Tiflís en diciembre de 1936. Hubo fuertes sospechas de haber sido envenenado por Beria, que declaró a Lakoba un "Enemigo del Pueblo" póstumamente. Las purgas en Abjasia fueron acompañadas de la supresión de la cultura étnica abjasia: El alfabeto abjasio basado en el alfabeto latino, fue sustituido por el alfabeto georgiano y todas las escuelas en abjasio fueron cerradas, y a los étnicamente georgianos se les garantizaron los puestos oficiales claves, y muchos nombres de lugares fueron cambiados al georgiano. Abjasia sufrió la "Colectivización" entre 1936-1938, mucho más tarde que la mayoría de la URSS.
El Plan Quinquenal de Stalin también tuvo como efecto el asentamiento de muchos rusos, armenios, georgianos, griegos y otras minorías, como población laboral para el trabajo en la creciente sector agrícola. La población griega, que llevaba 2700 años en Abjasia, fue completamente deportada por Stalin en una sola noche de 1949 al Asia central, ocupando inmigrantes georgianos sus casas. En 1959, a los griegos sobrevivientes les fue permitido el retorno. Durante la guerra de Abjasia entre 1992 y 1993, unos 15 000 griegos huyeron del conflicto hacia Grecia.
La represión de los abjasios y otros grupos, finalizó con la muerte de Stalin y la ejecución de Beria en 1953, y a los abjasios se les dio un mayor protagonismo en el gobierno de la república. Como la mayoría de las pequeñas repúblicas autónomas, el gobierno soviético animó al desarrollo de la cultura, en especial, de la literatura. Un nuevo alfabeto, basado en el alfabeto cirílico fue concebido para los abjasios, las escuelas abjasias fueron reabiertas, y la administración en gran medida fue puesta en manos abjasias. Las cuotas étnicas establecidas para ciertos puestos burocráticos, dieron a los abjasios un poder político desproporcionado a su estatus de minoría en la república. Esto fue interpretado por algunos como la política de "divide y vencerás" dado a las élites locales para ostentar el poder, a cambio de apoyar el régimen soviético. En Abjasia como en todos lados, esto llevó al resentimiento de los grupos étnicos, en este caso los georgianos, que se sintieron discriminados a pesar de tener la mayoría, generando discordia étnica en la república.
Las siguientes tres décadas estuvieron marcadas por los intentos de la élite comunista abjasia para hacer las estructuras autónomas más abjasias, pero en sus constantes esfuerzos encontraron la resistencia de los georgianos. Los nacionalistas abjasios intentaron en varias ocasiones convencer a Moscú para la transferencia de la República Autónoma de Abjasia de la RSS de Georgia a la RSFS de Rusia, siendo la más importante en 1978. Ese año, las organizaciones abjasias organizaron reuniones y manifestaciones, incluyendo el mitin étnico abjasio en Lijni, como respuesta a las Manifestaciones Georgianas de 1978, en la que los georgianos tuvieron éxito al dar a su idioma el estatus constitucional de idioma oficial de la RSS de Georgia. A pesar de que la petición de los abjasios de secesión de Georgia fue rechazada por Moscú y Tiflís, respondieron con grandes concesiones económicas y culturales, aportando un extra de 500 millones de rublos en un desarrollo por espacio de más de siete años en desarrollo de infraestructuras y proyectos culturales, como el establecimiento de la Universidad Estatal de Abjasia (con secciones en abjasio, georgiano y ruso), el Grupo Estatal Folclórico en Sujum, y la cadena de televisión en abjasio. Los abjasios recibieron importantes cuotas de poder en educación y posiciones funcionariales. Por ejemplo, en 1990 la mayoría de los ministros de gobierno y departamentos regionales del Partido Comunista estaban encabezados por un abjasio étnico. A pesar de que estas concesiones rebajaron solo parcialmente la tensión, hicieron de Abjasia próspera, incluso para los estándares georgianos que era una de las economías más fuertes de la Unión Soviética. La favorables condiciones geográficas y climáticas eran ideales para hacer de Abjasia un destino de cientos de miles de turistas, ganando la región la reputación de la "Riviera Soviética".

## La guerra de Abjasia
Cuando empezó a desintegrarse la Unión Soviética a finales de la década de 1980, las tensiones étnicas se incrementaron entre abjasios y georgianos con las acciones georgianas para su independencia. Muchos abjasios se opusieron, temiendo que una Georgia independiente eliminaría su autonomía, y lucharon por el establecimiento de Abjasia como una República Soviética separada por propio derecho. La disputa se volvió violenta el 16 de julio de 1989 en Sujum. Al menos 18 personas murieron y otras 137 heridas, en su mayoría georgianos, cuando el gobierno soviético cedió a la demanda popular de transformar la sección georgiana de la Universidad Estatal de Abjasia en una rama de la Universidad Estatal de Tiflis, y los nacionalistas abjasios, incluyendo a grupos armados, se manifestaron en el edificio donde iban a realizarse los exámenes de ingreso. Después de algunos días de violencia, las tropas soviéticas restauraron el orden en la ciudad y culparon a los paramilitares nacionalistas rivales por provocar confrontaciones.
Georgia boicoteó el referéndum de 17 de marzo de 1991 en toda la Unión Soviética para votar la renovación propuesta por Mijaíl Gorbachov. Sin embargo, el 52.3% de la población de Georgia (virtualmente toda la población no georgiana) tomo parte en el referéndum y lo aprobó por arrolladora mayoría (98.6%) a favor de preservar la unión. La mayoría de la población no georgiana, en consecuencia, no participó en el Referéndum para la Independencia de Georgia el 31 de marzo de 1991, que fue apoyada por la gran mayoría de la población de Georgia. Poco después, Georgia declaró su independencia el 9 de abril de 1991, bajo el gobierno del nacionalista y antiguo disidente soviético Zviad Gamsajurdia.
El gobierno de Gamsajurdia empezó a ser impopular, y ese diciembre, la Guardia Nacional de Georgia, bajo el mando de Tengiz Kitovani, iniciaron el asedio a las oficinas gubernamentales de Gamsajurdia en Tiflis. Después de semanas de punto muerto, fue forzado a dimitir en enero de 1992. Fue reemplazado por el presidente Eduard Shevardnadze, el exministro soviético de Exteriores y arquitecto de la desintegración de la Unión Soviética.
El 21 de febrero de 1992, el Consejo Militar de Georgia en el gobierno, anunició la abolición de la constitución de la era soviética, y restauró la constitución de 1921 de la República Democrática de Georgia. Muchos abjasios interpretaron esto como la abolición de su estatus autonómico. En respuesta, el 23 de julio de 1992, el gobierno de Abjasia declaró la secesión de Georgia, aunque esta acción no fue reconocida por ningún país. El gobierno georgiano acusó a los seguidores de Gamsajurdia del secuestro del ministro del Interior de Georgia y su mantenimiento en cautividad en Abjasia. El gobierno georgiano envió a 3000 hombres a la región, ostensiblemente para restaurar el orden. Duros enfrentamientos ocurrieron entre fuerzas georgianas y milicias abjasias dentro y fuera de Sujum. Las autoridades abjasias rechazaron las exigencias del gobierno, denunciando que era un mero pretexto para la invasión. Después de semanas de lucha y muchas bajas por ambos bandos, las fuerzas del gobierno de Georgia tomaron el control de la mayor parte de Abjasia, y cerraron el parlamento regional.
Los derrotados militares abjasios se encontraron con una respuesta hostil en la peculiar Confederación de los Pueblos de la Montaña del Cáucaso, un grupo que abarcaba un gran número de movimientos prorrusos en el norte del Cáucaso, Rusia (chechenos, cosacos, osetios entre otros). Cientos de voluntarios paramilitares desde Rusia (incluyendo al en ese momento poco conocido Shamil Basáyev) unieron fuerzas con los separatistas abjasios para luchar contra las fuerzas del gobierno georgiano. Fue informado que las fuerzas regulares rusas apoyaron a los secesionistas. En septiembre, los paramilitares abjasios y rusos montaron una gran ofensiva después de romper el cese el fuego, que expulsó a las fuerzas georgianas fuera de grandes zonas de la república. El gobierno de Shevardnadze acusó a Rusia de dar apoyo militar encubierto a los rebeldes desde los destacamentos que hay en Georgia y desde la frontera con Rusia. 
El año 1992 finalizó con los rebeldes controlando gran parte de Abjasia al noroeste de Sujumi. El conflicto permaneció en punto muerto hasta julio de 1993, cuando las milicias separatistas abjasias lanzaron un fracasado ataque contra la ciudad de Sujume controlada por los georgianos. La capital fue rodeada y duramente bombardeada, con el mismo Shevardnadze atrapado en la ciudad.
A pesar de haberse declarado una tregua a finales de julio, terminó después de las fuerzas abjasias atacar nuevamente a mediados de septiembre. Después de 10 días de intensos combates, Sujumi calló el 27 de septiembre de 1993. Eduard Shevardnadze escapó por poco de morir, habiendo declarado que permanecería en la ciudad pasase lo que pasase, pero fue forzado a huir cuando los francotiradores separatistas dispararon contra el hotel en el que residía. Los militantes abjasios, norcaucásicos y sus aliados cometieron innumerables abusos contra la población civil georgiana que permanecía en la ciudad, lo que fuentes georgianas han llamado "La Masacre de Sujumi", denunciando asesinatos masivos y destrucción a lo largo de dos semanas, con miles de muertos y desaparecidos.  
Las fuerzas separatistas rápidamente tomaron el resto de Abjasia y el gobierno georgiano enfrentó una segunda amenaza: un levantamiento de los partidarios del depuesto Zviad Gamsajurdia en la región de Mingrelia (Samegrelo). En la caótíca derrota, la mayoría de la población étnicamente georgiana huyó de la región por mar o cruzando las montañas, dando lugar a una limpieza étnica. Murieron muchos miles, estimándose que entre 10.000 y 30.000 georgianos étnicos y unos 3.000 abjasios habían muerto, y nos 250.000 habían salido al exilio.
Durante la guerra, ocurrieron gran cantidad de violaciones de derechos humanos en ambos lados (ver informe de Human Rights Watch). La OSCE afirmó que las fuerzas abjasias sus aliados cometieron limpieza étnica, aunque investigaciones imparciales no lo consideraron probado.

## La postguerra de Abjasia

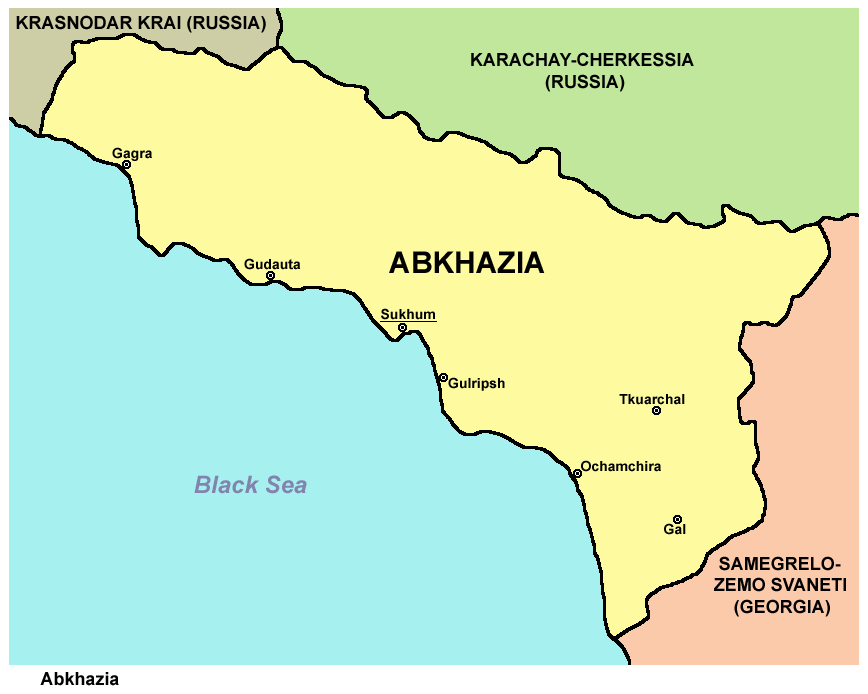

La situación económica de la república después de la guerra quedó en muy mal estado, y se agravó con las sanciones impuestas en 1994 por la CIS. Durante la década de 1990 personas de todas las etnias dejaron Abjasia, principalmente hacia Rusia. Desde 1997 Rusia abandonó las sanciones, lo que fue una tremenda ayuda para la economía de la república.
La vuelta de los georgianos al distrito de Gali en Abjasia, se detuvo por la guerra de Abjasia de 1998. sin embargo, entre 40.000 y 60.000 refugiados habían vuelto al distrito de Gali desde 1998, incluyendo las personas que cruzaban diariamente la línea de cese el fuego y los emigrantes estacionales de acuerdo con el ciclo agrícola.
Después de varios años de paz, los turistas empezaron a visitar nuevamente Abjasia, sin embargo, solo es la mitad de los visitantes de antes de la guerra.
En las elecciones presidenciales de 2004, causaron mucha controversia cuando el presidente saliente Vladislav Ardzinba y Rusia respaldaron a Raul Jadyimba, y fue aparentemente derrotado por Sergei Bagapsh. La tensa situacioń en la república, llevó a la Corte Suprema a anular los resultados electorales. Después de las negociaciones entre los antiguos rivales, acordaron presentarse Bagapsh como presidente y Jadyimba como vicepresidente. Recibieron el 90% de los votos en una nueva elección.
Después de la guerra de Abjasia de 1992-1993, el alto Valle Kodori quedaba fuera del control del gobierno abjaso. Permanecía bajo el control nominal de las autoridades georgianas, aunque estaba regido por el hombre fuerte local Emzar Kvitsiani. Como resultado de la crisis de Kodori de 2006, Georgia reafirmó su control sobre el valle. Los abjasios denunciaron que la entrada de unidades armadas georgianas en el territorio era una violación del Acuerdo de Alto el Fuego y Separación de Fuerzas de 1994, aunque Georgia afirmó que únicamente se habían utilizado fuerzas de la policía y de seguridad. Las fuerzas abjasias ocuparon el Valle Kodori en agosto de 2008 como resultado de la operación que coincidió con la guerra de Osetia del Sur de 2008.